# الحرب السيبرانية الروسية
الحرب السيبرانية الروسية هي سلسلة من العمليات والهجمات الإلكترونية والسيبرانية التي شنتها روسيا لخدمة الأهداف الحكومية الروسية، وتضمنت هجمات الحرمان من الخدمات، وعمليات الاختراق، ونشر المعلومات المضللة والدعائية، ومشاركة الفرق التي ترعاها الدولة في المدونات السياسية، والمراقبة عبر الإنترنت باستخدام تقنيات أنظمة إجراءات التقصي التشغيلي، وغيرها من التدابير النشطة. وبحسب ما ذكره الصحفي الاستقصائي الروسي أندريه سولداتوف، فقد كانت بعض هذه الأنشطة تتم بالتنسيق ما بين الوكالة الفيدرالية الروسية للاتصالات الحكومية والمعلومات التابعة لجهاز الأمن الفيدرالي الروسي، ووكالة الاستخبارات الروسية. دافعت روسيا في تحليل نشرته وكالة الاستخبارات الدفاعية عام 2017 عن وجهة نظرها في استخدام لمثل هذه التدابير والممارسات بشأن للمعلومات باعتبارها ممارسات هامة وحاسمة من الناحية الاستراتيجية للسيطرة الإقليمية.

## نظرة عامة
يُشير مفهوم الحرب السيبرانية إلى استخدام الهجمات الإلكترونية ضد الدول المعادية لإحداث أضرار وتكبيدهم خسائر مادية كما يحدث في الحروب الفعلية، أو تعطيل أنظمة الحواسب في المؤسسات الحيوية. تتم هذه الهجمات عادةً بغرض التجسس أو التخريب أو الدعاية أو التلاعب أو الحرب الاقتصادية. لجأت العديد من الدول إلى هذا النوع من الحروب، وعلى رأس هذه الدول الولايات المتحدة الأمريكية، والمملكة المتحدة وروسيا والصين وإسرائيل وإيران وكوريا الشمالية. وعلى الرغم من ذلك، لا يزال مفهوم الحروب السيبرانية محل جدل بين الخبراء التقنيين، حيث يعارض البعض حتى الآن تسمية أي نوع من الهجمات الإلكترونية بـ«الحروب»، بينما يرى البعض الآخر أن هذا النوع من الهجمات الإلكترونية قادر بالفعل على إحداث أضرار مادية وجسدية جسيمة للأفراد في العالم الحقيقي، وبالتالي إنه يفعل نفس ما تفعله الحروب الفعلية. كان أشهر دليل حي برهن على قدرة الهجمات الإلكترونيّة في إحداث خسائر بشرية هو ما قامت به قوات الجيش الإسرائيلي في 5 مايو (أيار) 2019 عندما استهدفت مبنى تابع لحركة حماس زعمت أن له علاقة بالهجمات الإلكترونية التي تعرضت لها الحكومة الإسرائيلية ودمرته.